# Laureat (film)
Laureat – polski telewizyjny film fabularny z 1980 w reżyserii Jerzego Domaradzkiego.

## Fabuła
Profesor Borusiewicz (Marian Kasperski) otrzymał wysokie odznaczenie państwowe. Podczas oczekiwania na powrót laureata z Warszawy w jego domu odbywa się uroczystość na jego cześć, która ma być okazją do serdecznego spotkania całej rodziny. Podczas kilku godzin następują serdeczne wzajemne powitania schodzących się członków rodziny, toczą się przyjazne rozmowy, wspólnie oglądana jest relacja telewizyjna z oficjalnej ceremonii w stolicy. W miarę spożywania napojów alkoholowych odsłaniają się prawdziwe oblicza i intencji przybyłych gości. Dochodzi wreszcie do bijatyki i awantury, która ujawnia wszystkie żale, pretensje, zawiści i kompleksy nabrzmiałe od lat w rodzinie, a dotychczas szczelnie chowane pod maską rodzinnej serdeczności.

## Obsada
- Wojciech Alaborski – Andrzej, mąż Doroty, współpracownik profesora
- Witold Dębicki – Tomek, mąż Lidki, kochanek Doroty
- Mirosława Dubrawska – Borusiewiczowa, żona profesora
- Alicja Jachiewicz – Dorota
- Marian Kasperski – profesor Leon Borusiewicz
- Helena Kowalczykowa – Stefania, gosposia w domu profesora
- Włodzimierz Musiał – taksówkarz
- Leon Niemczyk – wuj Albin
- Włodzimierz Press – Jakub, syn profesora
- Teresa Sawicka – Lidka, córka profesora
- Joanna Szczepkowska – Marta, żona Jakuba
- Michał Tarkowski – doktor Teofil Durski